# Stjepan Držislav
Stjepan Držislav bio je hrvatski kralj iz vladarske dinastije Trpimirovića koji je vladao od 969. do oko 997. godine.
Hrvatska je pod Stjepanom Držislavom ušla u formalni savez s Bizantom, i to s visokom čašću - te je od bizantskog Cara nešto poslije 986. god. primio Držislav krunu i druge kraljevske insignije, tom je prigodom svojem imenu dodao Stjepan, što znači "ovjenčani", tj. okrunjeni. Usporedbe radi, prvi vladar moćne Bugarske koji je od Bizanta primio kraljevsku krunu bio je Petar I. oko 927. godine, a Srbiji je čast kraljevstva Bizant priznao tek 1217. godine, poslavši krunu Stefanu Prvovenčanom.

## Životopis
Bio je sin kralja Mihajla Krešimira II. i kraljice Jelene. O tome svjedoči natpis na sarkofagu kraljice Jelene (976.) i isprava Petra Krešimira IV. (1066./67.).
Nakon što je u susjednoj Srbiji oko 960. godine, bez pravoga nasljednika, umro veliki župan Časlav Klonimirović koji je nakratko pod svojom vlašću ujedinio župane Raške, Duklje, Paganije, Zahumlja, Travunje i Bosne, već 971. godine Srbija postaje pokrajinom bizantinskog carstva. Vjeruje se da je tada Bosna, s većim dijelom Crvene Hrvatske (ali bez Duklje, gdje je krajem 10. stoljeća zavladao Ivan Vladimir) došla opet u okvir Hrvatske pod Držislavovom vladavinom. U konkurenciji s Venecijom čiji dužd Petar II. Orseolo koristi titulu vojvode Dalmacije, Stjepan Držislav vraća većinu Dalmacije - koja ipak vojno zauzima Kvarner i Zadar.
Nakon što je car Samuilo (980.–1014.) uspio za nekoliko godina proširiti svoju vlast na Bosnu, Srijem, Srbiju i današnje srpsko Podunavlje, te na cijelo jadransko primorje južno od rijeke Cetine, osvojivši Duklju, Travunju, Zahumlje i neretvansku područje (Paganiju), postao je opasan susjed hrvatskoj državi između 986. i 989. godine. Samuilo je provalio i u Hrvatsku, ali ju nije uspio pokoriti, što dokazuje da se je Hrvatska za vladanja Krešimira II. i njegova sina Stjepana Držislava uspjela oporaviti od posljedica unutarnjih sukoba.
Samuilo je tijekom ratova progonio i neke svoje rođake koji su često spas tražili upravo u Hrvatskoj. Kralj Držislav ih je gostoljubivo primao i njih 14 nastanio u podgrađu grada Klisa. Kako su ovi bjegunci pripadali katoličkoj Crkvi, po savjetu splitskoga nadbiskupa Martina, skupili su 994. godine novce za izgradnju crkve sv. Mihajla u Solinu.
Kako bi što više učvrstio savezničke odnose, Bazilije II. je ustupio Stjepanu Držislavu na upravu dalmatinske gradove i otoke (kao nekad Tomislavu). Samom Držislavu, Bizant je priznao kraljevski naslov i obdario ga kraljevskim znakovima: krunom, žezlom, plaštem i zlatnom jabukom te ga je odlikovao titulom carskog „eparha i patricija”.
Stoga se Držislava smatra prvim hrvatskim okrunjenim kraljem, a tom je prigodom Držislav uzeo ime Stjepan koje znači „ovjenčani”, odnosno „okrunjeni”. Toma Arhiđakon u svom djelu „Historia Salonitana” navodi kako su od Držislava nadalje hrvatski vladari nosili naslov „kralja Hrvatske i Dalmacije” (Rex Croatiae et Dalmatiae).
Dugi mir u 10. stoljeću između Hrvata i Mlečana omogućio je razvoj trgovine na moru. Međutim Mlečani koji su najviše profitirali tom trgovinom, nakon što su uspostavili dobre odnose s Bizantom i njemačko-rimskim carstvom, odlučili su prestati plaćati „uobičajeni danak” (solitus census) Hrvatima i Neretvanima, što je dovelo do novih sukoba na moru. Za vrijeme njegove vladavine dolaze do izražaja banovi, koji su bili gotovo suvladari. Za vrijeme Držislava bana Pribinu naslijedio je ban Godemir.
Imena Držislava i sina mu Svetoslava uklesana su na pločama ambona na Kapitulu kod Knina. Stoga se pretpostavlja da je tu benediktinsku opatiju podigao ili on ili njegov sin.
Umro je 997. godine. Za sobom je ostavio tri sina: Svetoslava Suronju, Krešimira i Gojslava.

## Legenda o nastanku hrvatskog grba
Uz kralja Stjepana Držislava veže se legenda o nastanku hrvatskog grba. U borbi protiv Mlečana, predvođenim duždom Petrom II. Orseolom, Držislav biva zarobljen. Mletački dužd dočuo je kako kralj Držislav dobro igra šah. Zato mu je uputio sljedeći izazov: ako ga u tri partije šaha pobijedi, bit će oslobođen i može se vratiti u svoju zemlju. Kralj Držislav je prihvatio izazov i u sve tri partije pobijedio mletačkoga dužda. Dužd je održao riječ i kralj se mogao vratiti kući. Držislav je tada iz zahvalnosti u sjećanje na taj trenutak uzeo šahovsku ploču kao svoj grb i grb svoga naroda.

## Počasti
- Postoje ulice Stjepana Držislava u Zagrebu, Splitu, Zadru i Velikoj Gorici i Širokom Brijegu te trg Stjepana Držislava u Šibeniku i park Stjepana Držislava u Osijeku.[9][10]
- Hrvatska pošta izdala je o tisućgodišnjici smrti 3. srpnja 1997. markicu s likom Stjepana Držislava (br. 244), prema dizajnu Eugena Kokota.[11]